# Bonogo
Bonogo är en ort i Burkina Faso.   Den ligger i provinsen Bazega Province och regionen Centre-Sud, i den centrala delen av landet, 30 km söder om huvudstaden Ouagadougou. Bonogo ligger 347 meter över havet och antalet invånare är 1 486.
Terrängen runt Bonogo är huvudsakligen platt. Bonogo ligger uppe på en höjd. Närmaste större samhälle är Kounda, 12,0 km nordost om Bonogo.
Omgivningarna runt Bonogo är en mosaik av jordbruksmark och naturlig växtlighet. Runt Bonogo är det ganska tätbefolkat, med 67 invånare per kvadratkilometer.